# محافظة طريف
محافظة طُرَيْف هي إحدى محافظات منطقة الحدود الشمالية في المملكة العربية السعودية، تبعد عن العاصمة الرياض 1540 كم. تأسست محافظة طريف لترسم وتوضح بداية الحدود السعودية الشمالية. ولعب خط نقل البترول (تاب لاين) دوراً مهما بتوطين البدو الرحل بها مطلع الستينات من القرن الماضي حيث تم إنشاء مستشفى ومطار آنذاك.

## الموقع
تقع محافظة طريف بالجزء الشمالي من المملكة العربية السعودية بالقرب من الحدود الأردنية، على مساحة 35 كيلومتر مربع، ويتميز موقعها بوقوعها على الطريق الدولي الرابط بين السعودية وبلاد الشام، وكذلك بقربها من مصنع اسمنت الشمالية (50 كم) شرق محافظة طريف ومصنع اسمنت الجوف (20 كم) جنوب شرق محافظة طريف، وكذلك وقوع شركة معادن للفوسفات بحزم الجلاميد (115 كم) شرق محافظة طريف، وتبعد عنها مدينة وعد الشمال (25 كم).

## السكان
بلغ عدد سكان محافظة طريف (66,004) نسمة حسب تعداد السعودية 2022، عدد السعوديين (44,296) نسمة، وعدد غير السعوديين (21,708) نسمة.

## التضاريس
يوجد بها كثير من الأودية الجافه مثل وادي طريف، وادي الخور، وادي المرا ناهيك عن وقوع منطقة حرة الحرة الجبلية الصخريه جنوبها بمسافه قدرها 30 كم.

## الثروات الطبيعية
اكتُشف في باطنها الغاز الطبيعي وكذلك معدن الفوسفات بها حيث يوجد في منطقة أم وعال 15 كم شمال شرق المدينة وأيضاً في منطقة حزم الجلاميد 125 شرقاً حيث تم إنشاء خط سكة حديد 130 كم شرقاً من أجل نقله لمنطقة التعدين في رأس الخير بالمنطقة الشرقية.
نسبة إلى شعيب طريف وكانت توجد في هذا الشعيب أشجار الطرفا وسمي الشعيب على اسم الشجر وكذلك سميت طريف نسبة إلى اسم الشعيب.

## المناخ
تتمتع طريف بمناخ صحراوي حار (تصنيف كوبن للمناخ: BWh) مع صيف طويل وحار وشتاء بارد. الصقيع أثناء الليل شائع في أشهر الشتاء. قد يتساقط الثلج أيضا في بعض الأحيان.
| البيانات المناخية لـمطار طريف المحلي (1991–2020) | البيانات المناخية لـمطار طريف المحلي (1991–2020) | البيانات المناخية لـمطار طريف المحلي (1991–2020) | البيانات المناخية لـمطار طريف المحلي (1991–2020) | البيانات المناخية لـمطار طريف المحلي (1991–2020) | البيانات المناخية لـمطار طريف المحلي (1991–2020) | البيانات المناخية لـمطار طريف المحلي (1991–2020) | البيانات المناخية لـمطار طريف المحلي (1991–2020) | البيانات المناخية لـمطار طريف المحلي (1991–2020) | البيانات المناخية لـمطار طريف المحلي (1991–2020) | البيانات المناخية لـمطار طريف المحلي (1991–2020) | البيانات المناخية لـمطار طريف المحلي (1991–2020) | البيانات المناخية لـمطار طريف المحلي (1991–2020) | البيانات المناخية لـمطار طريف المحلي (1991–2020) |
| الشهر                                            | يناير                                            | فبراير                                           | مارس                                             | أبريل                                            | مايو                                             | يونيو                                            | يوليو                                            | أغسطس                                            | سبتمبر                                           | أكتوبر                                           | نوفمبر                                           | ديسمبر                                           | المعدل السنوي                                    |
| ------------------------------------------------ | ------------------------------------------------ | ------------------------------------------------ | ------------------------------------------------ | ------------------------------------------------ | ------------------------------------------------ | ------------------------------------------------ | ------------------------------------------------ | ------------------------------------------------ | ------------------------------------------------ | ------------------------------------------------ | ------------------------------------------------ | ------------------------------------------------ | ------------------------------------------------ |
| الدرجة القصوى °م (°ف)                            | 24.0 (75.2)                                      | 29.0 (84.2)                                      | 34.0 (93.2)                                      | 38.0 (100.4)                                     | 41.0 (105.8)                                     | 43.0 (109.4)                                     | 45.5 (113.9)                                     | 45.2 (113.4)                                     | 43.0 (109.4)                                     | 38.0 (100.4)                                     | 31.4 (88.5)                                      | 28.0 (82.4)                                      | 45.5 (113.9)                                     |
| متوسط درجة الحرارة الكبرى °م (°ف)                | 13.2 (55.8)                                      | 15.6 (60.1)                                      | 20.2 (68.4)                                      | 25.8 (78.4)                                      | 31.2 (88.2)                                      | 35.4 (95.7)                                      | 37.6 (99.7)                                      | 37.8 (100.0)                                     | 34.8 (94.6)                                      | 29.1 (84.4)                                      | 20.5 (68.9)                                      | 15.1 (59.2)                                      | 26.4 (79.5)                                      |
| المتوسط اليومي °م (°ف)                           | 7.3 (45.1)                                       | 9.3 (48.7)                                       | 13.6 (56.5)                                      | 18.9 (66.0)                                      | 24.1 (75.4)                                      | 27.9 (82.2)                                      | 30.0 (86.0)                                      | 30.0 (86.0)                                      | 27.0 (80.6)                                      | 21.8 (71.2)                                      | 13.8 (56.8)                                      | 8.9 (48.0)                                       | 19.4 (66.9)                                      |
| متوسط درجة الحرارة الصغرى °م (°ف)                | 1.8 (35.2)                                       | 3.3 (37.9)                                       | 6.9 (44.4)                                       | 11.6 (52.9)                                      | 16.4 (61.5)                                      | 19.6 (67.3)                                      | 21.6 (70.9)                                      | 21.7 (71.1)                                      | 19.2 (66.6)                                      | 14.7 (58.5)                                      | 7.8 (46.0)                                       | 3.4 (38.1)                                       | 12.4 (54.3)                                      |
| أدنى درجة حرارة °م (°ف)                          | −12.2 (10.0)                                     | −8.0 (17.6)                                      | −6.0 (21.2)                                      | −1.0 (30.2)                                      | 7.0 (44.6)                                       | 13.0 (55.4)                                      | 14.6 (58.3)                                      | 15.0 (59.0)                                      | 7.0 (44.6)                                       | −1.0 (30.2)                                      | −5.0 (23.0)                                      | −6.0 (21.2)                                      | −12.2 (10.0)                                     |
| الهطول مم (إنش)                                  | 12.7 (0.50)                                      | 12.1 (0.48)                                      | 11.6 (0.46)                                      | 8.2 (0.32)                                       | 3.5 (0.14)                                       | 0.1 (0.00)                                       | 0.0 (0.0)                                        | 0.0 (0.0)                                        | 0.3 (0.01)                                       | 4.9 (0.19)                                       | 9.7 (0.38)                                       | 11.4 (0.45)                                      | 74.3 (2.93)                                      |
| متوسط أيام هطول الأمطار (≥ 1.0 mm)               | 2.7                                              | 2.6                                              | 2.0                                              | 1.3                                              | 0.8                                              | 0.0                                              | 0.0                                              | 0.0                                              | 0.2                                              | 1.1                                              | 1.6                                              | 2.3                                              | 14.7                                             |
| المصدر: الإدارة الوطنية للمحيطات والغلاف الجوي   |                                                  |                                                  |                                                  |                                                  |                                                  |                                                  |                                                  |                                                  |                                                  |                                                  |                                                  |                                                  |                                                  |